# Hialino
Se denomina hialina a una substancia o material con aspecto vidrioso. La palabra se deriva del griego: ὑάλινος, romanizado: hyálinos, lit. 'transparente' y ὕαλος, hýalos, 'cristal, vidrio'.

## Histopatología
En el uso médico histopatológico, una sustancia hialina aparece vidriosa y rosada después de teñirse con hematoxilina y eosina, por lo general, es un material acelular y proteináceo. Un ejemplo es el cartílago hialino, un cartílago articular transparente y brillante.
A veces se cree erróneamente que el único material hialino es el cartílago hialino; sin embargo es incorrecto ya que el término hialino se aplica a todo material que posea aspecto traslúcido.
La hialina arterial se observa en el envejecimiento, la presión arterial alta, la diabetes mellitus y en asociación con algunos medicamentos (por ejemplo, inhibidores de la calcineurina). Es de color rosa brillante con tinción PAS.

## Ictiología y entomología

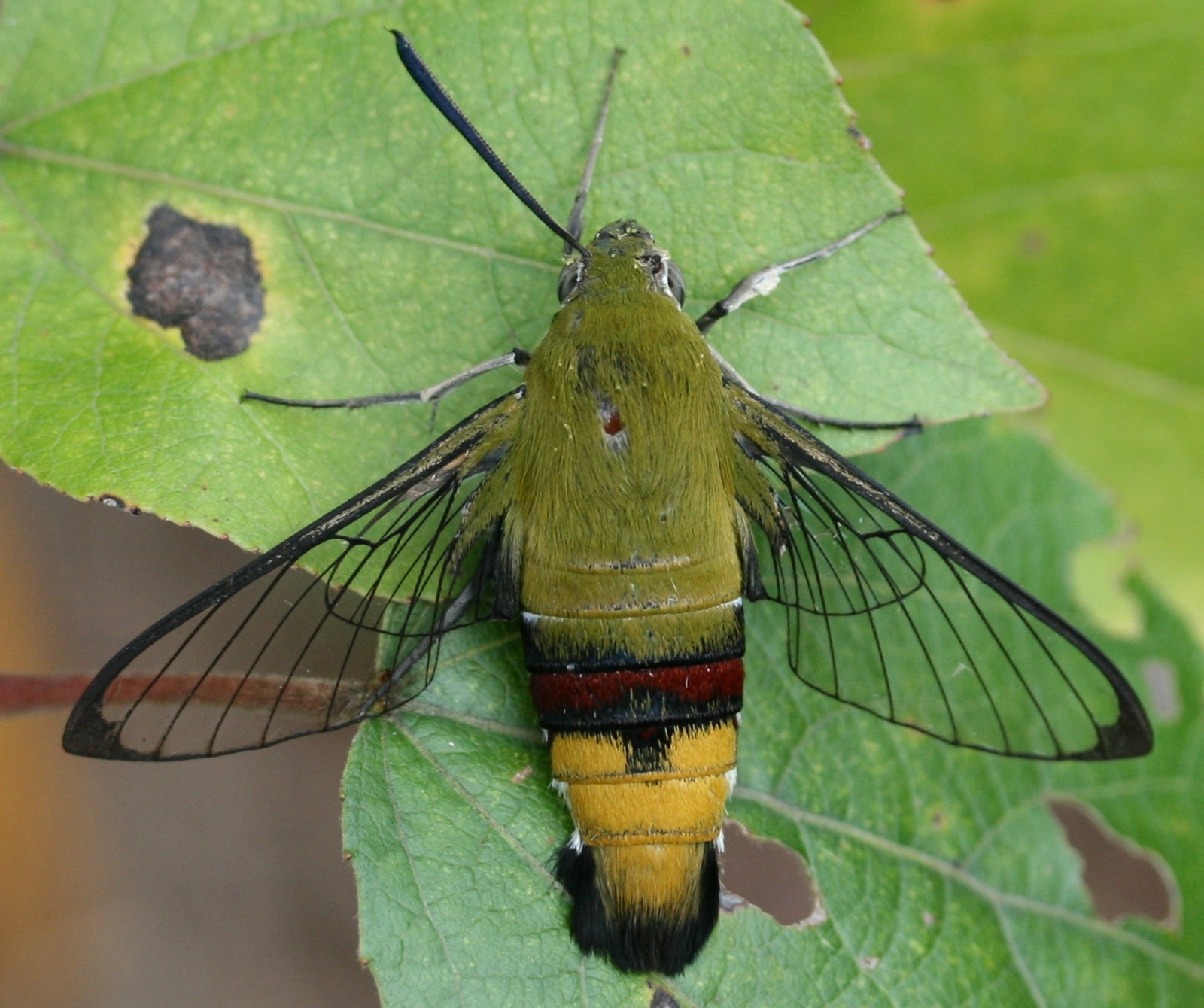
Polilla Cephonodes hylas.

En ictiología y entomología, hialino denota una sustancia transparente e incolora, como aletas de peces sin pigmentar o alas de insecto claras.